# Матошевич, Маринко
Маринко Матошевич (хорв. Marinko Matošević; род. 8 августа 1985 в Яйце, СФРЮ) — австралийский профессиональный теннисист постюгославского происхождения. Завершил карьеру в феврале 2018 года.

## Общая информация
Родителей Матошевича зовут Бранко и Любица. Когда Маринко был ребёнком его семья эмигрировала из Хорватии в Австралию.
Матошевич в теннисе с 10 лет.

## Спортивная карьера
Профессиональную карьеру начал в 2004 году. В 2008 году выиграл четыре турнира серии ITF Futures и ещё один в 2009. В январе 2010 года, пройдя квалификационный отбор, на турнире в Сиднее дебютирует в основных соревнованиях мирового тура ATP. В первом же раунде он уступил Андреасу Сеппи 4-6, 4-6. В этом же году состоялся его дебют и турнире серии Большого шлема. В матче первого раунда Открытого чемпионата Австралии он проиграл Марко Кьюдинелли 6-7(7), 6-7(3), 6-4, 3-6. В марте 2010 года дошёл до второго раунда на турнире Мастерс в Индиан-Уэллсе. В июле 2010 года в Аптосе выиграл первый турнир из ATP Challenger Series. В октябре выигрывает второй Challenger в Калабасасе. В 2011 году дебютирует в основной сетке Уимблдонского турнира и Открытого чемпионата США.
Успешно для него сложился февраль 2012 года. В начале месяца он выиграл Challenger в Калаундре. Затем на турнире ATP в Делрей-Бич сумел пройти три раунда квалификации и отобраться в основные соревнования. Матошевич, который до этого на турнирах ATP ни разу не выходил даже в четвертьфинал, сумел выиграть у Иво Карловича, Александра Богомолова, Эрнеста Гулбиса и Дуди Села и неожиданно выйти в финал. На момент выхода в финал Матошевич был лишь 173-й в рейтинге и при этом ни разу не был в первой сотне. В решающем поединке он все же уступает Кевину Андерсону 4-6, 6-7(2).
В апреле, пройдя квалификацию, смог выйти в четвертьфинал турнира в Мюнхене, обыграв при этом Михаила Кукушкина и Роберта Фара. Затем в мае он побеждает на турнире из серии Challenger в Афинах, что позволяет Матошевичу впервые подняться в первую сотню. В июне он ещё раз через квалификацию сумел дойти до четвертьфинала, на этот раз на турнире в Истборне, где он к тому же обыграл Ришара Гаске 1-6, 7-6(5), 7-6(3). Также неплохо он выступил на турнире в Лос-Анджелесе, где дошёл до полуфинала.

## Рейтинг на конец года
| Год  | Одиночный рейтинг | Парный рейтинг |
| 2014 | 75                | 346            |
| 2013 | 61                | 234            |
| 2012 | 49                | 114            |
| 2011 | 203               | 649            |
| 2010 | 138               | 723            |
| 2009 | 186               | 641            |
| 2008 | 294               | 626            |
| 2007 | 610               | 854            |
| 2006 | 616               | 1 250          |
| 2005 | 1 159             | 1 337          |
| 2004 | 1 197             |                |

## Выступления на турнирах

### Финалы турнировATPв одиночном разряде (1)

#### Поражения (1)
| Легенда                |
| ---------------------- |
| Турниры Большого шлема |
| Финал АТР-тура (0)     |
| ATP Мастерс 1000 (0)   |
| АТР 500 (0)            |
| АТР 250 (0)            |

| Титулы по покрытиям | Титулы по месту проведения матчей турнира |
| ------------------- | ----------------------------------------- |
| Хард (0)            | Зал (0)                                   |
| Грунт (0)           | Зал (0)                                   |
| Трава (0)           | Открытый воздух (3)                       |
| Ковёр (0)           | Открытый воздух (3)                       |

| №  | Дата         | Турнир          | Покрытие | Соперник в финале | Счёт       |
| 1. | 4 марта 2012 | Делрей-Бич, США | Хард     | Кевин Андерсон    | 4-6 6-7(2) |

### Финалы челленджеров и фьючерсов в одиночном разряде (16)

#### Победы (9)
| Титулы          |
| Челленджеры (4) |
| Фьючерсы (5)    |

| Титулы по покрытиям | Титулы по месту проведения матчей турнира |
| ------------------- | ----------------------------------------- |
| Хард (8)            | Зал (1)                                   |
| Грунт (0)           | Зал (1)                                   |
| Трава (1)           | Открытый воздух (8)                       |
| Ковёр (0)           | Открытый воздух (8)                       |

| №  | Дата            | Турнир                   | Покрытие | Соперник в финале      | Счёт           |
| 1. | 18 мая 2008     | Морелия, Мексика         | Хард     | Мигель Гальярдо-Вальес | 6-3 4-6 6-3    |
| 2. | 25 мая 2008     | Пуэрто-Вальярта, Мексика | Хард(i)  | Нима Рошан             | 6-3 6-7(8) 6-3 |
| 3. | 26 октября 2008 | Хаппи-Вэлли, Австралия   | Хард     | Грег Джонс             | 6-1 7-6(3)     |
| 4. | 7 декабря 2008  | Сорренто, Австралия      | Хард     | Адам Фини              | 6-3 7-6(4)     |
| 5. | 22 февраля 2009 | Берри, Австралия         | Трава    | Колин Эбелтайт         | 6-3 6-4        |
| 6. | 18 июля 2010    | Аптос, США               | Хард     | Дональд Янг            | 6-4 6-2        |
| 7. | 24 октября 2010 | Калабасас, США           | Хард     | Райан Свитинг          | 2-6 6-4 6-3    |
| 8. | 12 февраля 2012 | Калаундра, Австралия     | Хард     | Грег Джонс             | 6-0 6-2        |
| 9. | 13 мая 2012     | Афины, Греция            | Хард     | Рубен Бемельманс       | 6-3 6-4        |

#### Поражения (7)
| №  | Дата             | Турнир                    | Покрытие | Соперник в финале | Счёт        |
| 1. | 30 сентября 2007 | Денпасар, Индонезия       | Хард     | Кэнто Такэути     | 6-4 4-6 4-6 |
| 2. | 4 мая 2008       | Гвадалахара, Мексика      | Грунт    | Виктор Ромеро     | 4-6 2-6     |
| 3. | 21 сентября 2008 | Кавана, Австралия         | Хард     | Колин Эбелтайт    | 4-6 6-7(3)  |
| 4. | 19 октября 2008  | Сейл, Австралия           | Хард     | Ник Линдал        | 4-6 0-6     |
| 5. | 1 марта 2009     | Мельбурн, Австралия       | Хард     | Бернард Томич     | 7-5 4-6 3-6 |
| 6. | 6 июня 2010      | Охай, США                 | Хард     | Бобби Рейнольдс   | 6-3 5-7 5-7 |
| 7. | 8 июня 2014      | Ноттингем, Великобритания | Трава    | Маркос Багдатис   | 4-6 3-6     |

### Финалы турнировATPв парном разряде (1)

#### Поражения (1)
| №  | Дата            | Турнир        | Покрытие | Партнёр        | Соперники в финале        | Счёт              |
| 1. | 17 февраля 2013 | Сан-Хосе, США | Хард(i)  | Ллейтон Хьюитт | Ксавье Малисс Франк Мозер | 0-6 7-6(5) [4-10] |

### Финалы челленджеров и фьючерсов в парном разряде (4)

#### Поражения (4)
| №  | Дата           | Турнир                   | Покрытие | Партнёр       | Соперники в финале               | Счёт            |
| 1. | 4 августа 2007 | Макасар, Индонезия       | Хард     | Садик Кадир   | Квон О Хи Ли Чхуль Хи            | 4-6 3-6         |
| 2. | 7 октября 2007 | Сотел, Австралия         | Грунт    | Ник Линдал    | Майлз Армстронг Страхиня Бобушич | Без игры        |
| 3. | 25 мая 2008    | Пуэрто-Вальярта, Мексика | Хард(i)  | Эндрю Робертс | Мейсон Фуллер Икаика Джоб        | 2-6 1-6         |
| 4. | 5 февраля 2011 | Берни, Австралия         | Хард     | Жозе Стейтем  | Филип Бестер Питер Полански      | 4-6 6-3 [12-14] |